# حسن محمد مکی
حسن محمد مکی (عربی: حسن محمد مكي؛ ۲۲ دسامبر ۱۹۳۳ – ۹ ژوئن ۲۰۱۶) سیاستمدار، و دیپلمات اهل یمن بود. وی از ۱۰ فوریه ۱۹۷۴ تا ۲۲ ژوئن ۱۹۷۴ نخست‌وزیر جمهوری عربی یمن بود.
حسن محمد مکی در ۹ ژوئن ۲۰۱۶، در سن ۸۲ سالگی در قاهره درگذشت.